# Salem al-Ajalin
Salem al-Ajalin (arabisch سالم العجالين; * 18. Februar 1988 in Amman) ist ein jordanischer Fußballspieler.

## Karriere

### Verein
Von al-Jazeera kommend, wechselte er zur Saison 2013/14 zu Mansheyat Bani Hasan sowie eine Spielzeit später zur al-Ahli. Seit der Spielrunde 2015/16 steht er bei al-Faisaly unter Vertrag. Mit diesen wurde er bislang drei Mal Meister und einmal Pokalsieger.

### Nationalmannschaft
Sein erstes bekanntes Spiel im Trikot der jordanischen A-Nationalmannschaft war eine 0:2-Freundschaftsspielniederlage gegen Aserbaidschan am 25. Februar 2010, bei der er in der 74. Minute für Hassouneh al-Sheikh eingewechselt wurde.
Anschließend folgte über mehr als sieben Jahre kein weiter Einsatz im Nationaltrikot. Erst am 14. November 2017 kam er in einem Qualifikationsspiel der Asienmeisterschaft 2019 gegen Kambodscha wieder zum Einsatz. Gut ein Jahr später folgten mit weiteren Einsätzen bei Freundschaftsspielen konstant weitere Einsätze in der Nationalmannschaft. So gehörte er dann auch mit zum Kader bei der Asienmeisterschaft 2019, wo er in zwei Gruppenspielen sowie dem Achtelfinale zum Einsatz kam. Sein nächstes Turnier war anschließend die Westasienmeisterschaft 2019, wo er auch einige Einsätze sammeln konnte.
Nach ein paar Qualifikationsspielen für die Weltmeisterschaft 2022 im Juni 2021 kam er erst wieder über zwei Jahre später bei der Qualifikation für die Weltmeisterschaft 2026 zum Einsatz. Ein paar Wochen später wurde er für den Kader zur Asienmeisterschaft 2024 nominiert.